# Bilîne, Bârzula
Bilîne (în ucraineană Білине) este un sat în comuna Balta din raionul Bârzula, regiunea Odesa, Ucraina.

## Demografie
Componența lingvistică a localității Bilîne
     Ucraineană (93,49%)
     Rusă (4,58%)
     Română (1,3%)
     Alte limbi (0,15%)
Conform recensământului din 2001, majoritatea populației localității Bilîne era vorbitoare de ucraineană (93,49%), existând în minoritate și vorbitori de rusă (4,58%) și română (1,3%).